# Halicyclops cryptus
Halicyclops cryptus is een eenoogkreeftjessoort uit de familie van de Halicyclopidae. De wetenschappelijke naam van de soort is voor het eerst geldig gepubliceerd in 1979 door Monchenko.